# Rubjerg Knude fyr

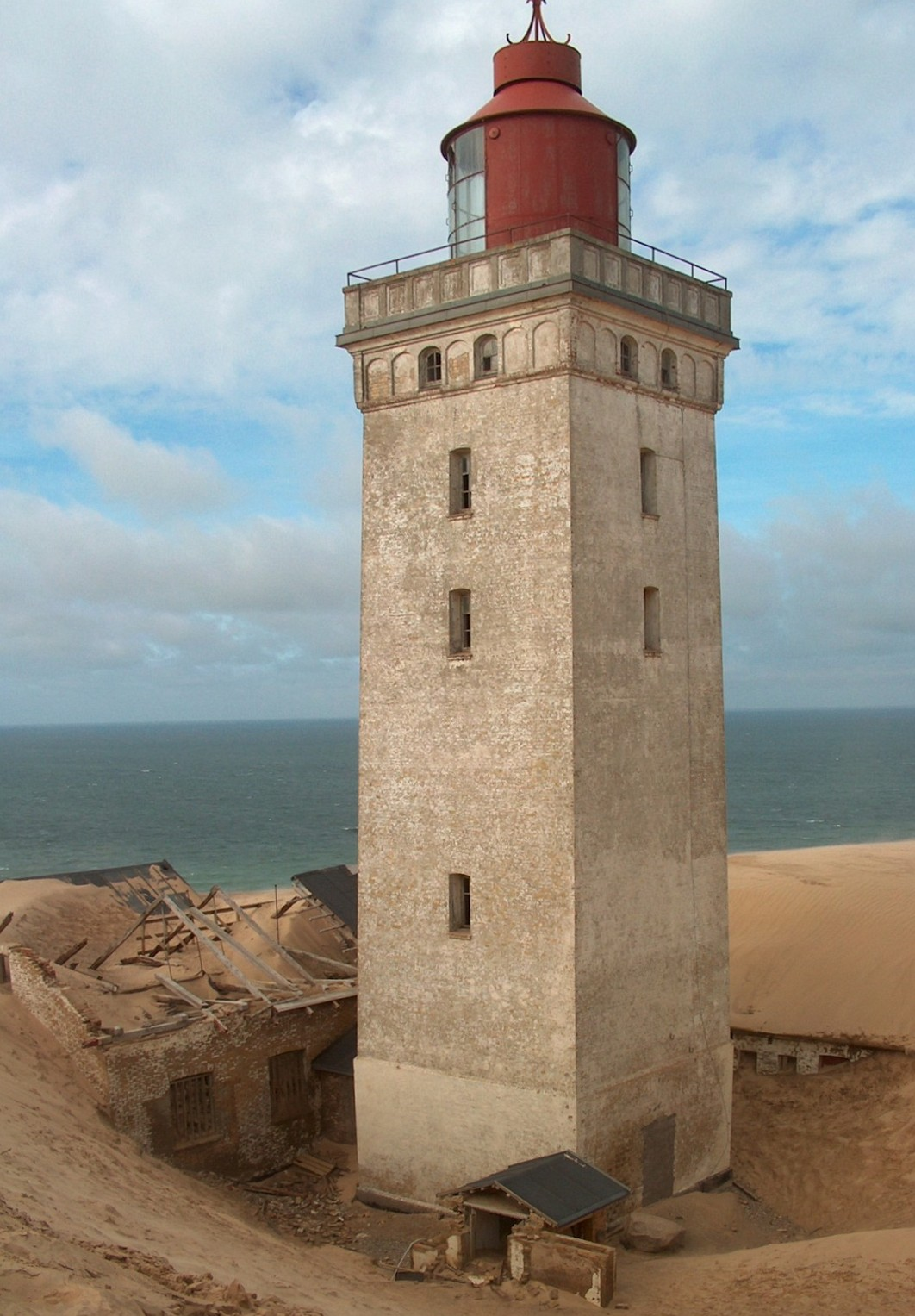
Fyrtornet.

Rubjerg Knude fyr är ett numera ej använt fyrtorn på Rubjerg Knude, den högsta delen av klinten Lønstrup Klint, 67 meter över havet, i närheten av Lønstrup på Nordjylland. Fyrtornet började byggas 1899 och togs i bruk år i december 1900. Sanddynerna omger fyrtornet och den försämrade sikten gjorde att fyren togs ur bruk 1968. Bostads- och ekonomibyggnaderna revs 2009, då de bedömdes vara svårt skadade av trycket från sanden. 
Fyren är byggd i tegel och är 23 meter hög. Som första fyr i Danmark användes oljegas som ljuskälla, vilken producerades på plats. 

## Historik
Oljegasen ersattes med fotogen 1906. Den elektrifierades 1948. Fyren släcktes den 1 augusti 1968. 
Vendsyssel Historiske Museum öppnade 1988 ett "Sand- och flygsanmusem" i den tidigare fyrvaktarbostaden. Museet måste stänga i augusti 2002 på grund av igensandningen. En ny utställningslokal iordningställdes 2007–2009 i den tidigare "Strandfogdegården" vid Rubjerbej, vilken var öppen till oktober 2019.

## Erosionsfaran
Fyren står på sanddyner i rörelse, och strandkanten eroderas efter hand. Därför antogs att fyrtornet skulle komma att falla ner i havet omkring år 2020-2023. Runt fyren finns ett antal små översandade, ofta raserade byggnader, till exempel fyrvaktarens hundars hundkojor. Dynerna vandrar åt nordost och bli med åren flackare. De hade 2012 förflyttat sig förbi fyrtornet. 
Samtidigt eroderar strandklinten en–två meter om året.

## Flyttning
Arbetet på plats med att flytta fyren inleddes den 14 augusti 2019. Den 22 oktober flyttades fyren 70 meter snett inemot land för att skydda den mot den fortsatta stranderosionen. Den beräknas kunna stå på sin nya plats omkring 40 år.
För flyttningen grävdes ett dike i sanddynen vari två parallella räler lades. Det 23 meter höga och 720 ton tunga fyrtornet pallades upp med stålbalkar under och runt om varefter det lyftes så att det kom att vila på ett ekipage med balkar tvärs skenorna. Glidandes på dessa, framskjutsad med hydrauler i låg hastighet, tog det ekipaget 4,5 timmar att förflyttas de 70 metrarna till sin nya position. Väl framme så stadgades fyrtornet med betong. Arbetet genomfördes av en lokal entreprenadfirma efter planering av projektets eldsjäl, murarmästaren Kjeld Pedersen. Huvudman för projektet var Hjørrings kommun, med finansiellt bidrag av staten.

## Bildgalleri

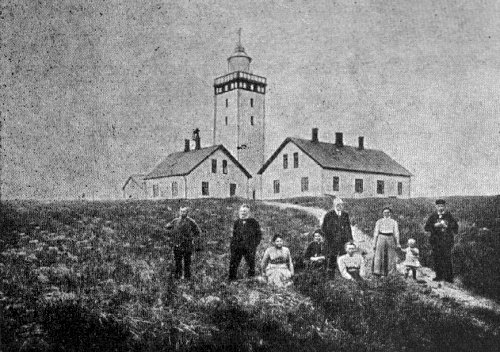
Fyren 1912
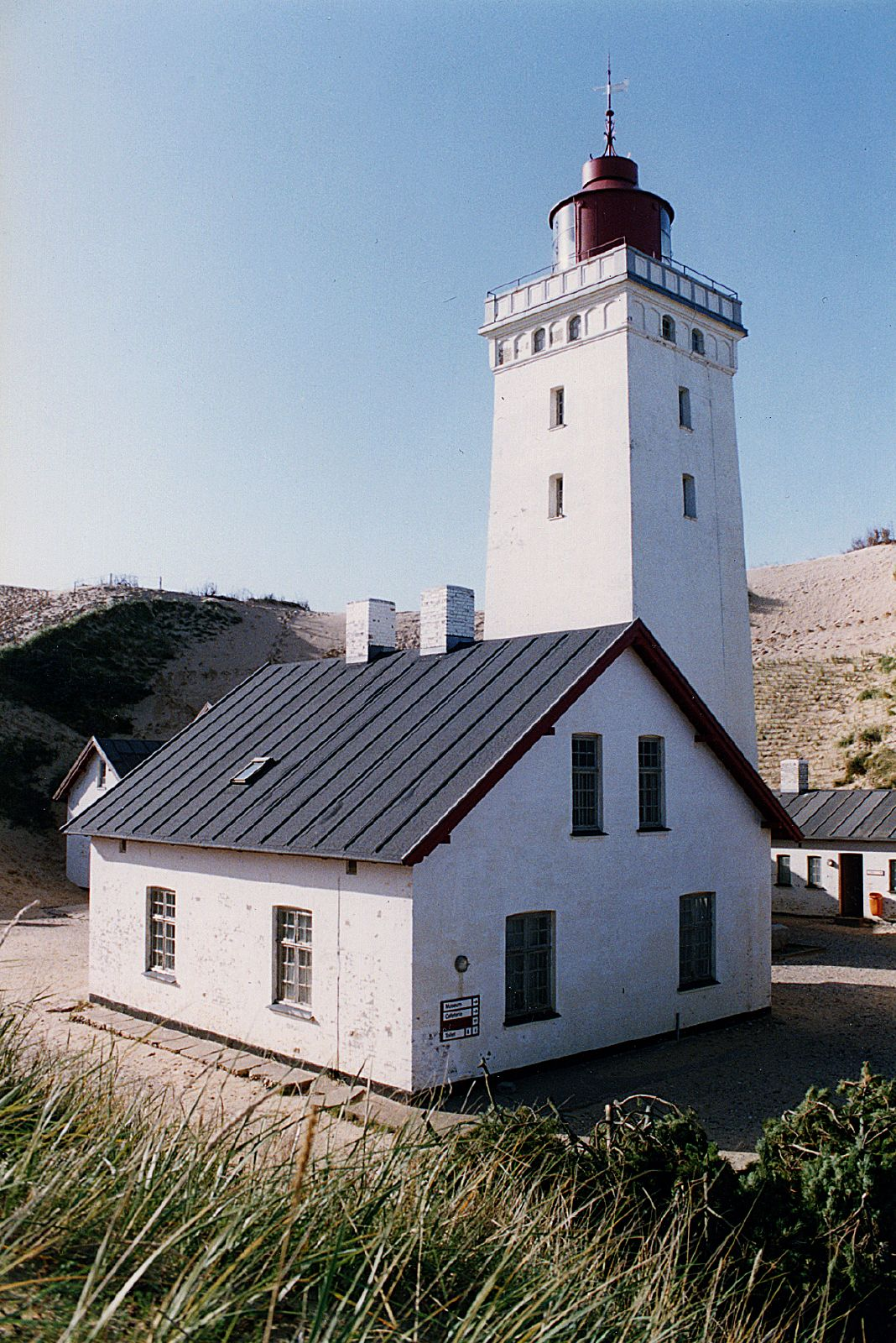
Fyrplatsen på 1970-talet
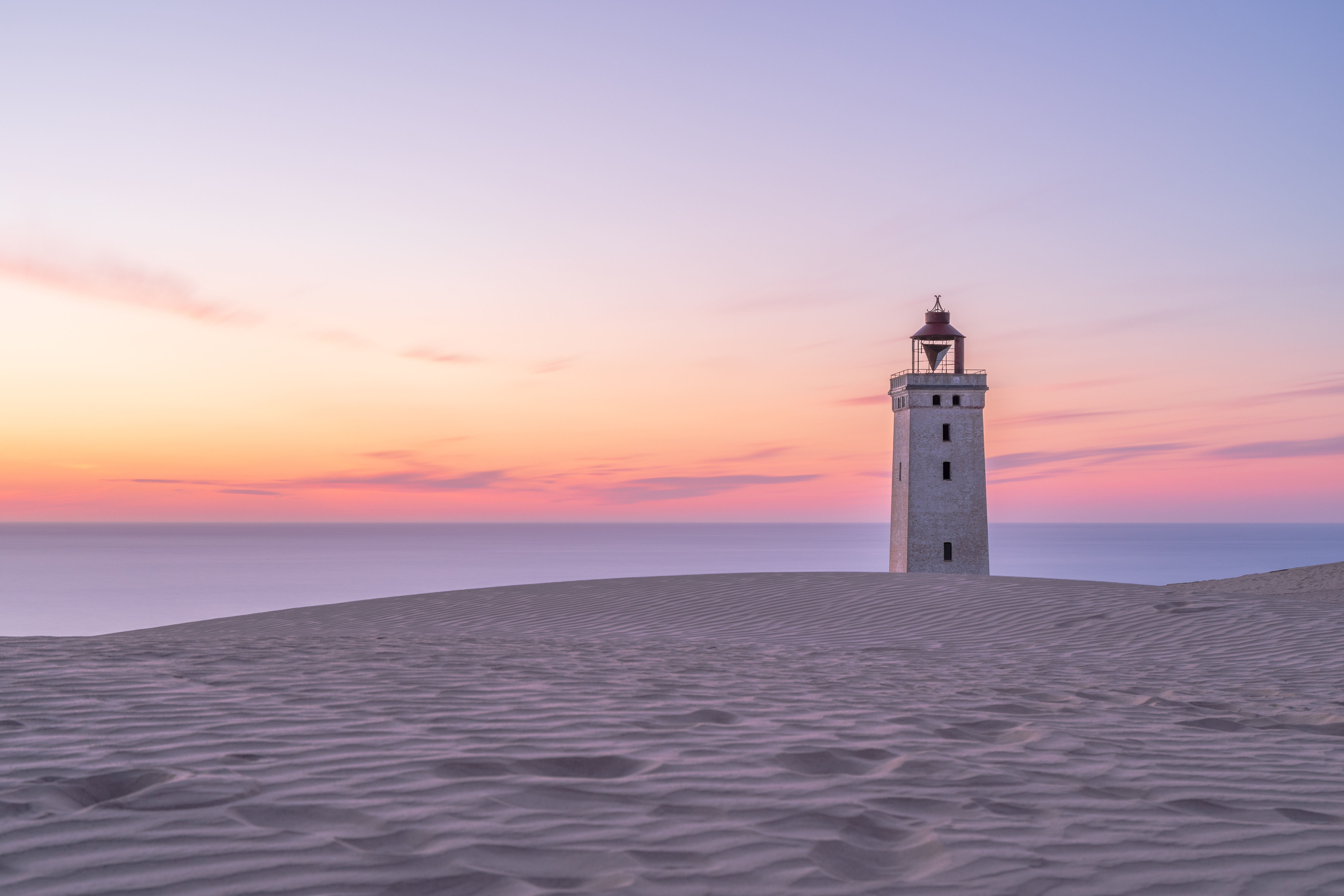
Fyren 2018
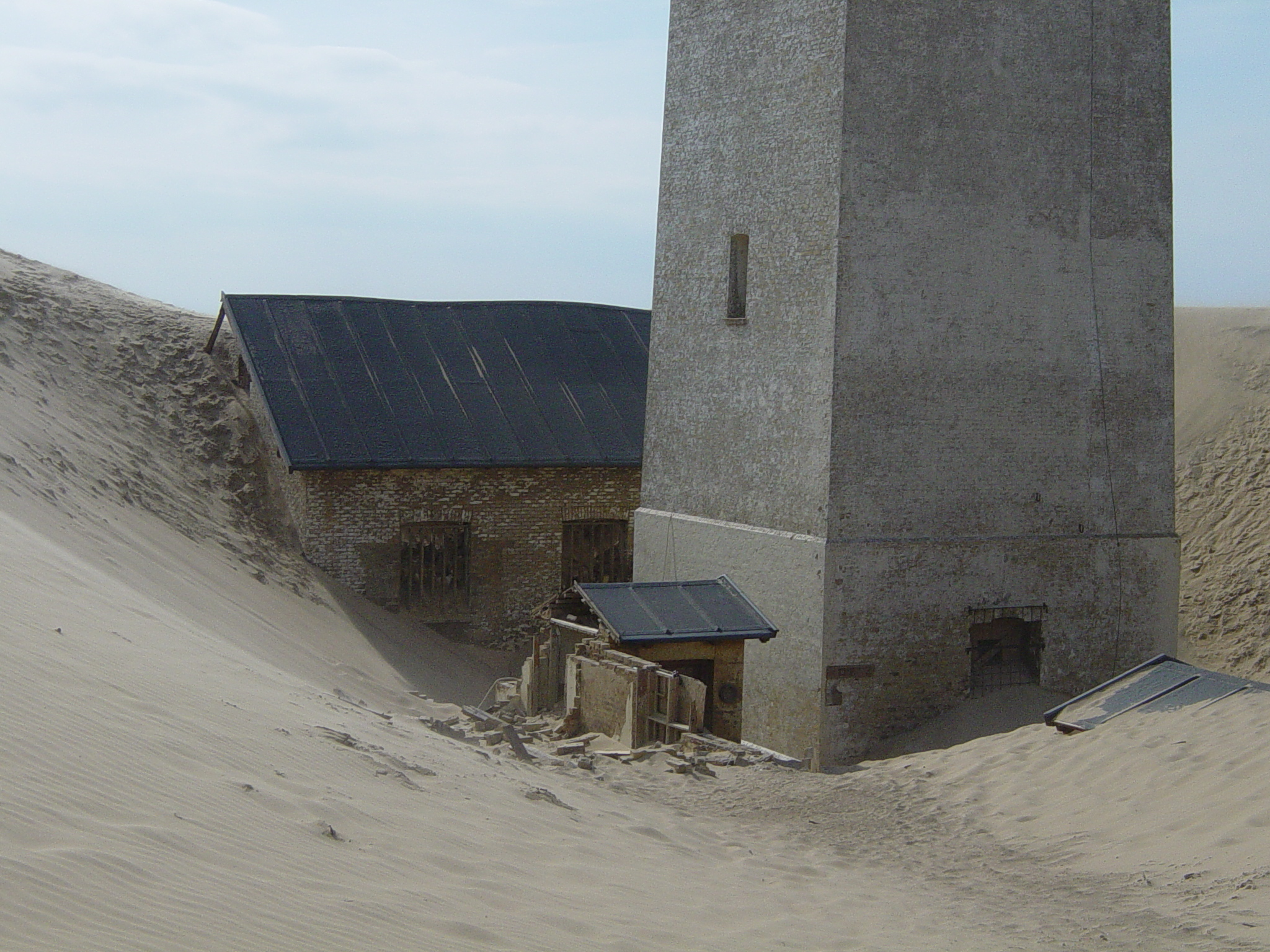
Igensandad byggnad i anslutning till tornet
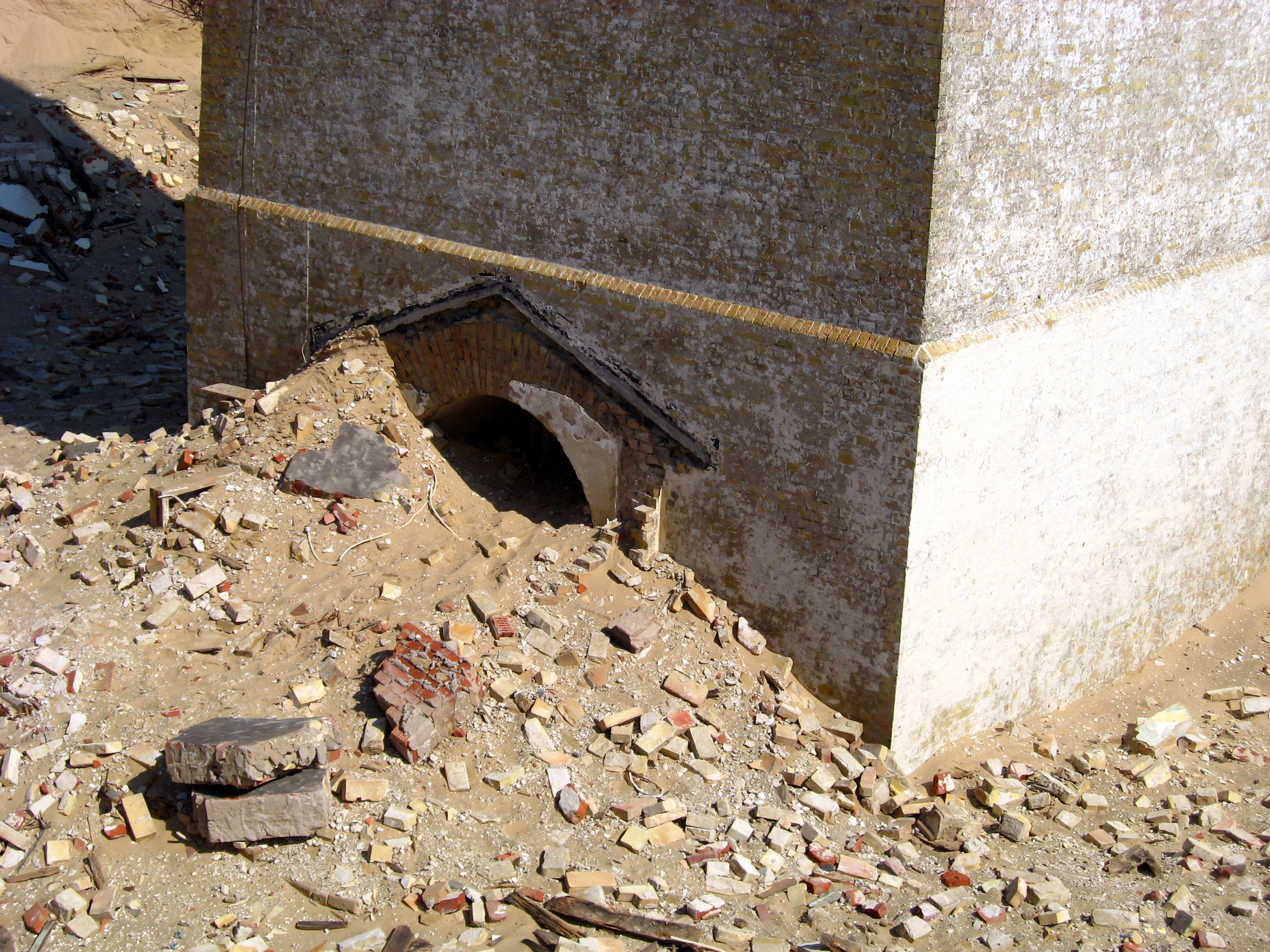
Igensandad ingång